# Okres Landquart
Okres Landquart (německy Region Landquart) je jedním z 11 okresů kantonu Graubünden ve Švýcarsku, které vznikly v důsledku územní reformy k 1. lednu 2016.
S výjimkou obce Haldenstein (od 1. ledna 2016 převedené do okresu Plessur) je okres Landquart totožný s okresem Landquart, který existoval do 31. prosince 2015.
Zahrnuje zejména údolí Rýna na sever od kantonálního hlavního města Churu.

## Seznam obcí
| Znak       | Název obce | Počet obyvatel (31. 12. 2022) | Rozloha (km²) | Hustota zalidnění (obyv./km²) |
| ---------- | ---------- | ----------------------------- | ------------- | ----------------------------- |
| Fläsch     | Fläsch     | 855                           | 19,94         | 42                            |
| Jenins     | Jenins     | 938                           | 10,54         | 87                            |
| Landquart  | Landquart  | 9153                          | 18,86         | 470                           |
| Maienfeld  | Maienfeld  | 3141                          | 32,33         | 94                            |
| Malans     | Malans     | 2506                          | 11,40         | 216                           |
| Trimmis    | Trimmis    | 3391                          | 42,87         | 77                            |
| Untervaz   | Untervaz   | 2600                          | 27,72         | 91                            |
| Zizers     | Zizers     | 3545                          | 11,01         | 320                           |
| Celkem (8) | Celkem (8) | 26 129                        | 174,67        | 146                           |